# Oreoloma
Oreoloma é um género botânico pertencente à família Brassicaceae.